# Lac Lapointe
Der Lac Lapointe ist ein See in der Verwaltungsregion Côte-Nord der kanadischen Provinz Québec.

## Lage
Der Lac Lapointe liegt in Zentral-Labrador 125 km nordwestlich von Fermont. Der See liegt im Bereich des Kanadischen Schildes auf 573 m Höhe. Der Lac Lapointe stellt eine Flussverbreiterung des Rivière René-Lévesque. Der Fluss entwässert den See zum nördlich gelegenen Lac Chambeaux. Der langgestreckte Lac Lapointe weist eine Länge von 32 km sowie eine maximale Breite von 5 km auf. Die Fläche des Sees beträgt etwa 67 km².

## Etymologie
Der See wurde nach Ernest Lapointe (1876–1941), einem kanadischen Politiker, benannt. Es gibt noch weitere gleichnamige Seen in Québec.